# 王鞏

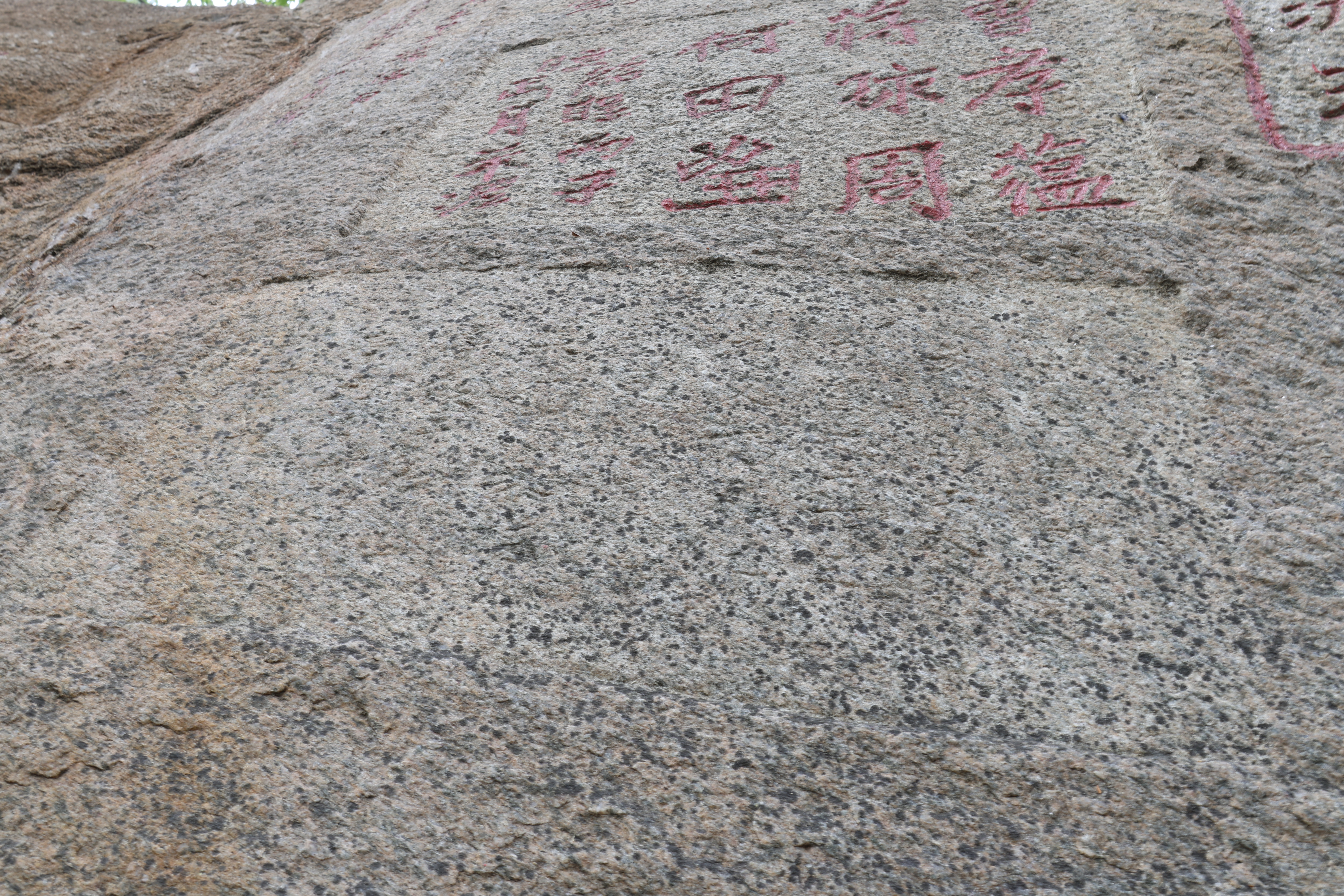
王鞏等人在今連雲港龍洞的題名，由於刻口非常淺，且沒有描紅，所以很難閱讀。釋文為：王鞏罷守東武，由朐山太守呂望之率王碩父、黃天倪觀東海于龍興山之乘槎亭，飲于仰止亭。元祐四年十一月四日。

王鞏（1048年—1118年），字定國，號清虛居士，魏州（大名府，鄉貫为今山東莘县）人。北宋詩人、畫家。
宰相王旦之孫，工部尚書王素第四子。庆历八年（1048年）出生。以恩荫补为校书郎。娶張方平之女為妻。元丰二年（1079年）十二月，任太常博士。長於寫詩，與蘇軾私交甚好，蘇軾守徐州時，王鞏親往拜訪，同遊泗水。元豐二年（1079年）八月，因烏臺詩案贬宾州（今廣西賓陽），去监盐酒税务。蘇軾對他說：“兹行我累君，乃反得安宅”。歌妓宇文柔奴（別名寓娘）毅然隨行到嶺南，並生子王皋。在瘴烟之地五年，面如红玉，尤為蘇東坡所敬服。哲宗元祐元年（1086年），因司马光推荐，擢拔為宗正丞。同年十二月，因上疏论宗室疏遠者，被指为离间宗室，改扬州通判。元祐四年（1089年）三月二十六日，知海州（今连云港市海州区）。同年六月八日，又改知密州（今山东诸城）。管勾太平观。元祐六年正月，因苏辙、谢景温荐，除知宿州（今安徽宿县）。元符元年，“送全州编管”，三年後归来。徽宗建中靖国元年（1101年），任朝散郎，用为河南通判。晚年居高郵（今江苏高邮），因服食鉛丹而得疾。政和七年（1118年）卒。著有《随手杂录》、《甲申杂记》、《闻见近录》、《王定国诗集》、《王定国文集》、《清虚杂著补阙》等书。巩生四子，即王皋、王由、王时、王奇。全。